# Magyarjakabfalva
Magyarjakabfalva (szlovákul: Jakubovany, korábban Uherské Jakubovany, németül: Jakobsdorf) község Szlovákiában, az Eperjesi kerület Kisszebeni járásában.

## Fekvése
Kisszebentől 3 km-re keletre, a Csergő déli lábánál, a Jakabfalvi-patak partján fekszik.

## Története
A település a 13. század végén keletkezett, alapítója egy Poliak Jakab nevű nemes volt. 1314-ben Károly Róbert a Thököly családnak adta, ekkor „terra Jaboci” alakban említik először. 1366-ban „Jacapfolua”, 1401-ben „Lengyelicabfalwa” néven említik a korabeli források. 1427-ben 29 portával szerepel a dézsmajegyzékben. A 16. század közepén Kisszeben város vásárolta meg, mely egészen a 20. századig birtokosa volt. A 18. században a Péchy család szerezte meg a község egy részét. 1787-ben 70 háza és 553 lakosa volt.
A 18. század végén Vályi András így ír róla: „Magyar Jakabfalva. Jakubovjani. Tót falu Sáros Várm. földes Ura Szeben Városa, lakosai katolikusok, fekszik Szebenhez nem meszsze, és annak filiája, határja középszerű, réttye, legelője, fája mind a’ két féle van.”
1828-ban 70 házában 535 lakos élt. Lakói mezőgazdasággal, gyümölcstermesztéssel foglalkoztak.
Fényes Elek 1851-ben kiadott geográfiai szótárában így ír a faluról: „Jakabfalva (Magyar), Jakubowce, tót falu, Sáros vármegyében, Szeben fiókja, 345 r., 48 g. kath., 85 evang., 4 zsidó lak. Kastély. Jó határ. Derék erdő.”
A trianoni diktátum előtt Sáros vármegye Kisszebeni járásához tartozott.
Ma lakói a környék ipari üzemeiben és magáncégeinél dolgoznak.

## Népessége
| Év:            | 1994. | 2004.   | 2014.   | 2024.   |
| -------------- | ----- | ------- | ------- | ------- |
| Emberek száma: | 860   | 928     | 954     | 959     |
| Eltérés:       |       | +7,90 % | +2,80 % | +0,52 % |

| Év:            | 2023. | 2024.   |
| -------------- | ----- | ------- |
| Emberek száma: | 960   | 959     |
| Eltérés:       |       | -0,10 % |

1910-ben 486, túlnyomórészt szlovák lakosa volt.
2011-ben 930 lakosából 901 szlovák.

## Nevezetességei
- Szent Lőrinc tiszteletére szentelt római katolikus temploma a 13. század végén készült. 1716-ban barokk stílusban építették át. A 19. és 20. században bővítették. Szentélyében korabeli falfestmények láthatók.
- A község népi együttese, a Jakubovjanka 1973-ban alakult. A Barvinek ifjúsági népi együttest 2000-ben alapították.